# نیره فراهانی
نیره فراهانی (زاده ۱ مهر ۱۳۳۱) بازیگر سینما و تلویزیون اهل ایران است.

## زندگی‌نامه
نیره فراهانی سال ۱۳۳۱ در تهران متولد شد. او بعد از گذراندن دوره دبیرستان، موفق شد تا در یک تئاتر به کارگردانی محمد کوثر که از استادان دانشکده هنرهای زیبا بود شرکت کند. بعد از ورود به عرصه تئاتر، در دانشگاه تهران شروع به تحصیل نمود و در رشتهٔ بازیگری از دانشکدهٔ هنرهای زیبا فارغ‌التحصیل شد. او تا به امروز در سه عرصهٔ تئاتر، سینما و تلویزیون به فعالیت پرداخته‌است. همچنین نیره فراهانی در کارهای عروسکی نیز به عنوان عروسک‌گردان فعالیت نموده‌است.

## جوایز و افتخارات
- نامزد سیمرغ بلورین بهترین بازیگر نقش دوم زن بخاطر فیلم تقاطع (۱۳۸۴)

## مجموعه تلویزیونی
- ۱۳۶۵ آرزو (رضا بابک)
- ۱۳۶۶ خانه در انتظار (منوچهر عسگری نسب)
- ۱۳۶۷ تپلی (سیما ایلخان)
- ۱۳۷۰ گل پامچال (محمدعلی طالبی)
- ۱۳۷۷ پزشکان (مسعود کرامتی)
- ۱۳۸۱ توپ گرد (بهروز بقایی)
- ۱۳۸۵ یک مشت پر عقاب (اصغر هاشمی)
- ۱۳۸۸ دلنوازان (حسین سهیلی زاده)
- ۱۳۸۸ آشپزباشی (محمدرضا هنرمند)

خانه ما

## سینمایی
- برادران لیلا (۱۴۰۰)
- شنای پروانه (۱۳۹۸)
- به خاطر پونه (۱۳۹۱)
- بهشت اینجاست (۱۳۸۹)
- عاشقانه ای برای سرباز وظیفه رحمت (۱۳۸۹، تله فیلم)
- هیچ (۱۳۸۸)
- بیداری (۱۳۸۷)
- کتاب قانون (۱۳۸۷)
- شیرین (۱۳۸۷)
- به همین سادگی (۱۳۸۶)
- نیلوفر (۱۳۸۵)
- تقاطع (۱۳۸۴)
- گیلانه (۱۳۸۳)
- بانوی اردیبهشت (۱۳۷۶)
- ساحره (۱۳۷۶)
- روسری آبی (۱۳۷۳)
- ایلیا، نقاش جوان (۱۳۷۰)
- تماس (۱۳۶۸)
- عبور از غبار (۱۳۶۸)
- سال‌های خاکستر (۱۳۶۷)
- تحفه‌ها (۱۳۶۶)
- ملاقات (۱۳۶۵)